# Skleroderma
Sustavna skleroza (SSc) jest generalizirana bolest vezivnog tkiva klinički obilježena zadebljanjem i fibrozom kože te zahvaćanjem unutarnjih organa (probavnog sustava, pluća, srca, bubrega, zglobova i mišića). Iz nepoznatih razloga imunološki sustav okreće se protiv tijela i stvara antitijela protiv vlastitog tkiva, a rezultat toga jest hiperprodukcija kolagena te razvoj upala. Zbog najvidljivije manifestacije na površini – koži – bolest se naziva i skleroderma.

## Simpotomi
Karakterizirana je trijasom koji se sastoji od:
- fibroze kože i/ili unutarnjih organa
- stvaranja specifičnih autoantitijela
- mikrovaskulopatija (oštećenja najsitniji krvnih žila).

## Klasifikacija
Sustavna skleroza, također je poznata pod nazivima sustavna ili sustavska skleroza, sklerodermija i skleroderma. Danas se smatra bolešću koja nalikuje sindromskim bolestima (koje opisuje nekoliko dijagnostičkih simptoma sa širokim, raznolikim spektrom kliničkih i laboratorijskih manifestacija).
Klinička podjela uzima u obzir lokaciju i rasprostranjenost kožnih promjena, odnosno zahvaćanje unutarnjih organa. Postoje dva klinička podtipa: difuzna skleroderma i ograničena (lokalizirana) SSc – imenovano prema proširenosti kožnih promjena. Zahvaćenost unutarnjih organa se javlja kod oba podtipa kao i zahvaćanja kože lica.
Difuzna SSc definirana je kao zadebljanje kože koje se javlja u bilo kojem trenutku tijekom trajanja bolesti. Zadebljanja se proteže na tijelu prema gore od laktova, odnosno koljena pa zahvaća nadlaktice, bedra ili trup, a u kasnijim stadijima bolesti prednji dio prsnog koša, leđa i trbuh.
Nasuprot tomu, ograničenu SSc imaju osobe kod kojih postoji ograničeno zadebljanje kože ili pojava SSc bez kožnih očitovanja – samo sa zahvaćanjem unutarnjih organa, tzv. sclerosis sine scleroderma. Ograničeno zadebljanje kože jest ono koje zahvaća prste, šake i/ili podlaktice.
Svaki od dva podtipa nadalje se dijeli u tri stadija: rani, srednji i kasni, ovisno o duljini trajanja bolesti.
Kod difuzne SSc trajanje pojedinog stadija jest:
- rani – bolest traje do tri godine
- srednji – tri do šest godina
- kasni – iznad šest godina trajanja bolesti.

Stadije ograničene SSc je teže odrediti, tako da su određeni dulji vremenski intervali: 
- rani – trajanja do pet godina
- srednji – pet do deset godina
- kasni – iznad deset godina trajanja bolesti.

Vodilja pri određivanju navedenih intervala je bilo vrijeme nastanka dijagnoze plućno arterijske hipertenzije (PAH), koja se najčešće javlja nakon deset godina trajanja bolesti, odnosno u kasnom stadiju ograničene SSc.
Što se tiče zahvaćanja unutarnjih organa, između difuzne i ograničene SSc postoje značajne razlike pa su tako pacijenti s difuznom SSc pod povišenim rizikom evidentnog zahvaćanja unutarnjih organa (pluća, srca i bubrega) već u ranom stadiju bolesti. Kod pacijenata s ograničenim podtipom bolesti najčešće se javlja u kasnom stadiju (kao gore spomenuta plućna arterijska hipertenzija tj. povećanje arterijskog tlaka u plućima sa smanjenom funkcijom pluća).
Konkretno, to znači da bi kliničari trebali kod pacijenata:
- u ranom stadiju difuznog podtipa bolesti provoditi:
  - redovito mjerenje arterijskog krvnog tlaka
  - periodične preglede srca elektrokardiogramom (EKG) i pluća visokorezolucijskom kompjutoriziranom tomografijom (HRCT) i funkcionalnim plućnim testovima
- u kasnom stadiju ograničenog podtipa bolesti:
  - tražiti:
    - postprandijalnu distenziju (bol i nadutost nakon jela)
    - dijareju (proljev i gubitak tjelesne težine što ukazuje na zahvaćanje probavnog sustava)
    - imajući na umu asimptomatsku (bez simptoma) plućnu arterijsku hipertenziju (povećanje plućno arterijskog tlaka bez izraženih simptoma)

  - provoditi:
    - periodične ehokardiograme (ultrazvuk srca).

Zbog toga što ne postoji test kojim se može sa stopostotnom sigurnošću i lakoćom dijagnosticirati SSc, uvedeni su određeni klasifikacijski kriteriji kojima se to nastoji postići. Kao što je vidljivo iz tablice, postoji jedan kriterij koji je sam po sebi dovoljan da se osoba klasificira kao oboljela od SSc, a to je zadebljanje i induracija kože (otvrdnuće) koje prelazi u vezivno tkivo, prstiju koje se širi proksimalno od metakarpofalangealnih zglobova i zahvaća obje šake. U tome slučaju broj bodova je devet. Ako navedeni kriterij nije prisutan, ostali kriteriji pojedinačno se procjenjuju i međusobno zbroje. Ako je zbroj bodova devet ili više, osoba se klasificira oboljelom od SSc.
| Veliki kriteriji | Mali kriteriji                                              | Broj bodova |
| --- | ----------------------------------------------------------- | ----------- |
| Simetrično zadebljanje i induracija kože prstiju koje se širi proksimalno (prema gore od metakarpofalangealnih zglobova) (dostatan kriterij) |                                                             | 9           |
| Zadebljanje kože prstiju | Podbuhli prsti Sklerodaktilija = otvrdnuće prstiju          | 2 4         |
| Patološke promjene na vrhovima prstiju | Ulceracij (ranice) Trofički ožiljci                         | 2 3         |
| Teleangiektazije = kapilarni crtež |                                                             | 2           |
| Patološke promjene kapilara ruba nokatne ploče                                                                                               |                                                             | 2           |
| Plućna arterijska hipertenzija(PAH) i/ili intersticijska bolest pluća                                                                        |                                                             | 2           |
| Raynaudov fenomen = plavo bijelo,crveni prsti)                                                                                               |                                                             | 3           |
| Autoantitijela | na: centromeru kromosoma topoizomerazu I RNA polimerazu III | 3           |

## Rasprostranjenost
SSc je, unatoč tomu što je raširena po čitavom svijetu, rijetka autoimuna bolest i zbog toga je, točnije, zbog malih uzoraka, teže doći do čvrstih epidemioloških podataka.
Incidencija, odnosno broj novooboljelih u određenom vremenskom razdoblju u odnosu na broj osjetljivih osoba, procjenjuje se na između 7 i 20 osoba na milijun stanovnika godišnje.
Pojavnost je, kao i kod drugih autoimunih poremećaja, viša u žena nego u muškaraca. Navedeni omjer iznosi prosječno 3:1, razlike su veće u mlađim dobnim skupinama (7:1), a manje u pacijenata starijih od 50 godina (2:1).
SSc izuzetno rijetko započinje u krajnjim dobnim skupinama, pa tako na djecu mlađu od 16 godina otpada manje od 5 % ukupnih slučajeva, a na mlađe od 20 godina 10 % slučajeva. Rijetkost je u starijih od 75 godina. Incidencija raste u muškaraca i žena starijih od 25 godina i ponovno se smanjuje poslije srednje dobi.
Bolest je najčešća u žena reproduktivne dobi, premda se može pojaviti u svim dobnim skupinama. Još je nejasno može li se to pripisati utjecaju spolnih hormona i trudnoćama. 

## Etimologija
Naziv potječe od grčkih riječi σκληρός (skléros) – 'tvrdo, kruto' i δέρμα (dérma) – 'koža' i prikazuje glavnu karakteristiku bolesti: otvrdnuće kože. Upotrebom ovog naziva prvi ju je opisao Hipokrat, a prvi detaljniji opis je dao Carlo Curzio 1752. godine.

## Etiologija
Uzrok SSc je danas još uvijek nepoznat. Pojavljuje se sporadično. Smatra se da je uloga genetike mala - blizanačke studije su negativne, a obiteljsko pojavljivanje bolesti je rijetko . Pronađeni su određeni geni za koje se smatra da povećavaju osjetljivost za razvoj bolesti. Mnogi su povezani s drugim autoimunim bolestima kao što su reumatoidni artritis i sustavni eritemski lupus. 
Za razliku od nasljeđa, mnogi uzročnici iz okoline su identificirani kao rizični za razvoj bolesti. Dijelimo ih na:
- profesionalne (silicijevdioksidiorganskaotapala),
- infektivne (bakterijskeivirusne),

- neprofesionalne/neinfektivne (lijekovi,pesticidi i dr.)

Najsnažniji dokazi ukazuju na uzročnu povezanost izloženosti organskim otapalima i silicijevom dioksidu i razvoju SSc. Silicijskoj prašini su izloženi rudari u ugljenokopima i rudnicima zlata, te kamenoresci, i osobe izložene anorganskim spojevima, kao što su aromatski ugljikovodici (toluen, benzen, aromatske mješavine kao što je diesel gorivo), zatim alifatski ugljikovodici od kojih je najpoznatiji polivinil-klorid.
Među virusima kao rizični se navode: parvovirus B19, citomegalovirus (CMV), Epstein-Barrov virus i retrovirusi. Predloženi mehanizam nastanka autoantitijela je molekularna mimikrija, međutim, navedeni se sumnjiče i za ostale difuzne vaskularne bolesti, a ne samo SSc.
Od lijekova valja spomenuti: bleomicin, karbidopu, kokain, pentazocin te neke potiskivače apetita, iako treba imati na umu da ne postoji jasan dokaz da neki od njih uzrokuje SSc.
Kao i kod genetičke povezanosti i ovdje su potrebna opsežna daljnja istraživanja. 

## Dijagnostika
| Povijest bolesti   | detaljno prikupljanje podataka o bolestima u obitelji, profesionalnim bolestima |
| Liječnički pregled | Detaljno prikupljanje podataka o bolestima u obitelji, profesionalnim bolestima zadebljanje kože i znaci slabe prokrvljenosti te moguće sitni defekti kože kao i razlike pulsa desno/ lijevo                                                 |
| Obrada             | Minimala obrada: krvna slika, sedimentacija eritrocita, CRP, ANA i kapilaroscopija. |
| Obrada             | Uobičajena obrada: dodano na minimalu: urea, electroliti, jetrena funkcija, biokemijske pretrage, testovi funkcije štitnjače ,CPK, imunoglobulini sa serum electroforezom proteina, complementi C3 i C, rendgenogram pluća, teletermografija |
| Obrada             | Dodatna obrada: autoantitijela (ACA-protiv centromera, anti- topoizomeraza, RNA polimeraza III, RNP, aCL anti-β2- glicoprotein), lupus anticoagulans, lipidni profil (u bolesnika koji imaju rizik od ateroskleroze).                        |

## Trudnoća
Trudnoća kod trudnice sa sklerodermijom povećava rizik i za trudnicu i za plod. Očekivano je da fetus ima manju težinu u usporedbi s njegovom gestacijskom dobi. Uobičajene lijekove trudnica treba koristiti s velikim oprezom.

## Mentalno zdravlje
Osim fizičkih simptoma, koji se vidno manifestiraju promjenom izgleda i funkcije oboljelog, za očekivati je da se oboljeli susreću sa nekim psihološkim simptomima povezanim uz tijek bolesti. 

### Depresija
Klinička istraživanja su pokazala da čak 65% oboljelih pati od depresije. Depresija je prvenstveno povezana sa osobinama ličnosti, vlastitom procjenom nesposobnosti i kvalitetom emocionalne i socijalne podrške. Vezana je uz aspekte težine bolesti kao što je zahvaćenost više tjelesnih sustava, invalidnost te promijenjena slika o sebi što je prouzročila promjena tjelesnog izgleda, posebno lica i ruku. Bol i kronični umor te loš san uobičajeni su pratioci bolesti koji također doprinose depresivnosti. Bolest utječe na mnoge aspekte smanjene seksualnosti kod oba spola, što može izazvati probleme u odnosima.

### Strah
Strah od promjene izgleda i daljnjeg tijeka bolesti može uzrokovati anksioznost, a povezana stanja mogu uključivati:
- smanjeno samopouzdanje,
- smanjeno samopoštovanje,
- osjećaj bespomoćnosti,
- osjećaj gubitka kontrole nad svojimživotom,
- usamljenost,
- socijalnu izolaciju.

Osoba zbog nesigurnosti može sama sebi uskraćivati uključivanje u ono što bi bilo ispunjavajuće za nju (na primjer kontakti sa drugim ljudima, roditeljstvo , hobi...) što izuzetno negativno utječe na kvalitetu života. 

### Psihološka pomoć
Psihološka podrška pomoći će osobi da izrazi i nadvlada psihološke izazove, i to kroz process podrške i savjetovanja prema adaptivnim misaonim i vrijednosnim obrascima, adekvatnim tempom.
Osim oboljelom nužna je psihološka pomoć obitelji i socijalnim partnerima da se prevladavaju predrasude i negativne konotacije bolesti.
Važno je biti svjestan subjektivne percepcije pacijenta sklerodermije i surađivati sa psihologom radi poboljšanja kvalitete života, a ponekad i morbiditeta  SSc bolesnika.
Transdisciplinarni pristup niza stručnjaka je nužnost za cjelovitu brigu o oboljelima. 

## Liječenje
SSc je neizlječiva bolest, no uz pridržavanje uputa i vježbanje, simpomi su blaži i sporije napreduju.
Postupci za liječenje najčešćih promjena na krvnim žilama u sklerodermiji uključuju, osim poučavanjem bolesnika, i pridržavanja općih mjerea prilagodbe načinu života: izbjegavanje pothlađivamja, grijavanje, izbjegavanje kontakta s duhanskim dimom.
U slijedećem koraku uvode se lijekovi prve linije: blokatori kalcijevih kanala (CCB), blokatori angiotenzinskih receptora (ARB), inhibitori ponovne pohrane serotonina (SSRI), blokatori alfa receptora, inhibitori angiotenzin konvertirajućeg enzima (ACE), lokalna primjena nitrata, inhibitori agregacije trombocta, lijekovi protiv masnoća u krvi.
Daljnji koraci uključuju: uvode se lijekovi druge linije - prostanoidi intravenozno te inhibitori fosfodiesteraze. Ako dođe do napredovanja bolesti do nastanka otvorenih rana na prstima ili kritične hipoksije primjenjuju se posebni protokoli usuglašenih dogovora i smjernica.
Liječenje oštećenja krvnih žila na plućima započinje praćenjem bolesnika sa sklerodermijom radi ranog otkrivanja zahvaćenosti arterija te radi određivanja stupnja funkcionalnosti organizma koja je oslabljene sukladno opsegu patoloških oštećenja krvnih žila. Zbog oštećenja krvožilne mreže organizam ne dobiva kritično neophodni kisik iz zraka u plućima. Zbog toga se preporučuje hiperbarična oksigenoterapija (HBOT) ili popularno - barokomora. Radi se o neinvazivnoj i bezbolnoj metodi liječenja, s minimalnim nuspojavama, a koja brzo korigira hipoksiju, djeluje protuupalno, smanjuje edem tkiva, te korigira kompromitiranu imunološku obranu organizma.
Indikacije za liječenje sklerodermije HBOT-om postavlja isključivo doktor specijalista iz ugovorne bolničke zdravstvene ustanove koji se bavi sklerodermijom (imunolog, dermatovenerolog, reumatolog ili neki drugi koji se bavi sklerodermijom). Oboljeli od sklerodermije mogu preko uputnice HZZO-a ostvariti tretman samo s dijagnozom Sy. Raynaud (I73.0), te Kronične nedijabetične rane.
Za upute o vrsti i provođenju fizioterapije obratite se HUOS-u ili fizioterapeutu educiranom iz tog područja.

## Vanjske poveznice
- HUOS – hrvatska udruga oboljelih od sklerodermije
- FESCA – Federation of European Scleroderma Associations
- Scleroderma Research Foundation
- Hrvatski zbor fizioterapeuta

|  | Molimo pročitajte upozorenje o korištenju medicinskih informacija. Ne provodite liječenje bez savjetovanja s liječnikom! |